# Tenacious D
Tenacious D es una banda de rock estadounidense conformada por los actores Jack Black y Kyle Gass. El grupo, en sus presentaciones en vivo y en grabaciones de estudio, suele usar músicos de apoyo como John Konesky, John Spiker, Brooks Wackerman, en ocasiones aclamados músicos de otras agrupaciones como  Dave Grohl.
También conocida como The D, la agrupación se formó en Los Ángeles, California en 1994, cuando Black y Gass realizaron una presentación como dúo acústico. En 1999, alcanzaron una mayor notoriedad cuando protagonizaron su propia serie de televisión, comenzando también a aparecer en presentaciones de música rock y metal. La agrupación también ha hecho su propia película y una serie animada que se estrenó en línea.

## Historia

### Inicios (1986-2000)
En 1986, Jack Black y Kyle Gass (de 16 y 25 años respectivamente) se conocieron en el festival de arte Edinburgh Fringe (en Edimburgo, Escocia).
Ambos formaban parte de la compañía de teatro The Actor's Gang (“La pandilla de actores”), en Los Ángeles (EE. UU.). Al poco tiempo Kyle renunciaría a The Actor's Gang para trabajar en su proyecto musical, al cual Jack Black se unió, aunque Black siguió siendo parte de la “La pandilla de actores”. Kyle Gass le enseñaría a Jack Black a tocar la guitarra. Kyle Gass no contaba con un amplificador cuando comenzó a enseñar guitarra a Jack en su casa, por ello le enseñaba con una guitarra acústica, lo cual con el tiempo ambos sintieron que era parte de su marca y decidieron seguir tocando guitarras acústicas, incluso mientras tocaban rock. Aunque ambos cantaban y tocaban guitarra, Jack Black tomó el puesto de vocalista principal ya que él había llevado clases de canto desde la secundaria, siendo Kyle Gass el guitarrista líder.
El nombre del dúo proviene de «Defensa Tenaz» (Tenacious Defense), una frase utilizada por los comentaristas deportivos de baloncesto de la NBA, Walt Frazier y Marv Albert, cuando hacían un comentario sobre la buena defensa de un equipo, y que le gustó como sonaba a Jack Black.
Pronto Kyle Gass y Black comenzaron a escribir canciones propias. Su primera canción fue un tema “serio” que hablaba de un rompimiento amoroso, el título del tema fue Melissa. Aunque Jack Black admite que nunca le gustó la canción y a partir de ese entonces se dio cuenta de que no quería hacer “música seria”.
Durante su primera presentación en vivo, conocieron al actor y comediante David Cross, quien comenzó a invitarlos a varios shows de comedia.
En 1996 aparecen por primera vez en pantalla, en una escena de la película de comedia Bio-Dome, del director Jason Bloom.
En 1997, la banda lanza una serie de televisión para HBO llamada Tenacious D, la cual cuenta de manera cómica las desventuras del dúo intentando sobresalir como músicos profesionales. La serie contó con solo una temporada de 6 episodios.

### Primer disco (2001-2004)
Tenacious D lanzó su primer disco, homónimo, en 2001. Cuenta con la participación de músicos invitados como Dave Grohl (exbaterista de Nirvana, vocalista y líder de Foo Fighters), Page McConnell (tecladista de Phish), Warren Fitzgerald (guitarrista de The Vandals), y el bajista Steve McDonald. El álbum fue producido por los Dust Brothers.
El álbum hace compendio de canciones de aparecían en su serie de televisión. De este se desprende una de sus canciones más populares a la fecha: Tribute, cuya letra dice ser un tributo a «la mejor canción del mundo», la cual fue escrita por ellos mismos, pero que olvidaron cómo iba. El tema Dio es un tributo al músico Ronnie James Dio, en donde le piden que deje de hacer rock y darles tiempo para alcanzarlo como músicos. A Dio le gustó tanto la canción que invitó a Tenacious D a hacer un cameo en su videoclip Push.
Del álbum hicieron tres videoclips: Wonderboy, Tribute, Fuck her Gently. En este último mostraban animaciones de Spümcø, el estudio creador de la serie animada Ren y Stimpy.
La mayoría de las canciones en el disco provinieron de versiones anteriores vistas en su serie de televisión. Gran parte de las canciones en el disco vienen precedidas de sketches en los que Jack y Kyle pasan por una discusión o por el proceso creativo que termina finalmente en la canción. La mayoría de estos sketchs fueron adaptados de episodios de la serie Tenacious D, emitida en HBO.

### Segundo disco y película (2006)
The Pick Of Destiny es el segundo álbum de estudio, el cual funcionó como banda sonora para una película que llevaría el mismo nombre: Tenacious D in The Pick of Destiny. El álbum fue lanzado el 14 de noviembre de 2006, a través de Epic Records, y debutó en el n.º 8 en el Billboard 200. El álbum, al tratarse de la banda sonora de su misma película, funciona como una ópera rock en la que cuentan los orígenes de Tenacious D (de manera cómica y con sucesos fantásticos).
El álbum fue producido nuevamente por los Dust Brothers, con apariciones de músicos de la escena rock y metal como Meat Loaf, Ronnie James Dio, y Dave Grohl, quienes también aparecen en la película.

### Tercer disco (2012)
Seis años después del estreno de su película, “The D” lanza su tercer álbum titulado Rize of the Fenix, el cual incluía temas que ya tocaban en sus conciertos en vivo como Roadie y Deth Starr, además de muchos nuevos temas. También lanzaron a través de su página web dos videoclips, Rize of the Fenix y Roadie.
En 2012, Tenacious D participaron en el Rock am Ring en Nürburgring, Alemania, y en el Download Festival que se celebró del 8 al 10 de junio en el Donington Park. El mismo año, Rize of the Fenix fue nominado al premio Grammy por “Mejor Álbum de Comedia”.

### Tributo a Dio y primer Premio Grammy (2013-2015)
En 2013, Tenacious D participa en la grabación de un álbum que para rendirle tributo al cantante Ronnie James Dio (quien falleció en 2010), el cual contó con la participación de varias agrupaciones y solistas cercanos a Dio. El álbum se tituló Ronnie James Dio: This Is Your Life, este incluía los principales sencillos que marcaron la vida del cantante tales como Neon Knights, Rainbow in the Dark y Holy Diver; contando con la participación de artistas del calibre de Motörhead, Anthrax, Metallica, Scorpions, entre otros. Tenacious D colaboró con el tema “The Last in Line”. La canción cobró un gran éxito siendo número 1 en Estados Unidos durante las primeras dos semanas de enero de 2014.[cita requerida]
El 8 de febrero de 2015, Tenacious D recibe su primer premio Grammy por “Mejor Interpretación de Metal”, precisamente por el tema The Last in Line. Posteriormente existiría polémica tras el resultado de los premios. El guitarrista y líder del grupo Anthrax, Scott Ian, criticó el hecho de que Tenacious D fuese, en primera instancia, nominado a tal categoría, tratándose de una agrupación satírica y cómica, y «no realmente de una banda de metal».

### Cuarto disco y miniserie animada (2018)
El 27 de septiembre de 2018, Tenacious D aparece en el show de Jimmy Kimmel Live! para anunciar el estreno de su nuevo álbum, Post-Apocalypto y de una serie animada. Al siguiente día, y hasta noviembre de 2018, el dúo estuvo publicando una miniserie animada de 6 episodios a través de su canal de YouTube, recopilada en una película de 65 minutos. La serie, titulada Tenacious D in Post-Apocalypto, enlaza una historia postapocalíptica a modo musical con las canciones de su nuevo disco. Más tarde, la serie fue retirada de YouTube por violar las normas de la plataforma al mostrar contenido sexual explícito.
En febrero de 2020, la banda lanza una adaptación de la miniserie a modo de historieta.

### Álbum de covers y Polémica (2020-presente)
Desde 2020, Tenacious D ha estado estrenando canciones como sencillos, a través de su canal de YouTube, por medio de videos musicales. En octubre de 2020 hicieron una cover del tema Time Warp de la película The Rocky Horror Picture Show. Para el tema hicieron un videoclip en el que invitaron a varias celebridades. El video tenía la intención de apoyar a la organización Rock the Vote para llamar a las personas a votar en las elecciones de EUA de 2020. En 2021 hacen un medley en honor a The Beatles, un tema que incluso fue aprobado por Paul McCartney. En 2022 lanzan otro medley de temas de The Who. La canción en esta ocasión se hizo para apoyar a la organización Everytown For Gun Safety que aboga por el control de armas en EUA. El mismo año, durante una entrevista, el dúo anuncia que ha estado trabajando en un álbum de covers.
En 2023, Tenacious D estrena su primera canción original desde hace 5 años, en la que hacen homenaje a varios videojuegos. El tema se titula Video Games. En marzo de 2024, la banda estrena un cover del tema ...Baby One More Time de Britney Spears, el cual fue utilizado para la banda sonora de la película Kung Fu Panda 4.
En julio de 2024, la banda canceló el resto de su gira tras un incidente durante un concierto en Sídney, en el cual, en el contexto del cumpleaños de Kyle Gass, y durante el ritual de “apagado de velas”, Jack Black le preguntó cuál sería su deseo, a lo que Gass respondió: “Don't miss Trump next time” («No le falles a Trump la próxima vez»), en alusión al Intento de asesinato de Donald Trump. Las palabras de Kyle Gass fueron fuertemente criticadas por simpatizantes de Donald Trump y la situación fue desaprobada por el gobierno de Australia, al ser considerado apología del delito. La banda se vio obligada a cancelar el resto de fechas de su gira dado este suceso, y el guitarrista Kyle Gass más tarde pidió disculpas públicas por lo dicho durante el concierto.Cabe aclarar que estas disculpas fueron poco creídas por el público, y estas sospechas se confirmaron cuando Kyle Gass eliminó sus disculpas. [cita requerida]

## Alineación
- Jack Black - Voz principal, guitarra, coros
- Kyle Gass - Guitarra, coros

### Músicos de Apoyo
- John Konesky - Guitarra eléctrica
- John Spiker - Bajo, teclados, coros
- Steven Shane McDonald - Bajo
- Dave Grohl - Batería (Batería en álbumes de estudio)
- Brooks Wackerman - Batería (Batería en eventos en vivo)
- Andrew Gross - Arreglos

### Músicos de Apoyo Anteriores
- Warren Fitzgerald - Guitarra eléctrica (Guitarra líder en el primer álbum de la banda)

## Discografía

### Álbumes
- 2001: Tenacious D
- 2002: D Fun Pak (EP)
- 2006: The Pick Of Destiny
- 2012: Rize of the Fenix
- 2012: Jazz (EP)
- 2015: Tenacious D - Live (En vivo)
- 2018: Post-Apocalypto

### Audiolibros
- 2022: The Road to Redunktion

## Audiovisual

### DVD
- 2003: The Complete Masterworks
- 2008: The Complete Masterworks Vol.2

### Series
- 1997-2000: Tenacious D
- 2018: Tenacious D in Post-Apocalypto

### Películas
- 2006: Tenacious D in The Pick of Destiny

### Videografía
| Fecha | Título                                 | Discográfica                 | Director        |
| ----- | -------------------------------------- | ---------------------------- | --------------- |
| 2001  | Wonderboy                              | Epic Records                 | Spike Jonze     |
| 2001  | Fuck Her Gently                        | Epic Records                 | Gabe Swarr      |
| 2002  | Tribute                                | Epic Records                 | Liam Lynch      |
| 2006  | Classico                               | Sony BMG Music Entertainment | John Kricfalusi |
| 2006  | POD                                    | Sony BMG Music Entertainment | Liam Lynch      |
| 2012  | Rize Of The Fenix                      | Columbia Records             | Daniels         |
| 2012  | Low Hangin' Fruit                      | Columbia Records             | Liam Lynch      |
| 2012  | To Be The Best                         | Columbia Records             | Jeremy Konner   |
| 2012  | Roadie                                 | Columbia Records             | Jody Hill       |
| 2012  | Rock Is Dead                           | Columbia Records             | Liam Lynch      |
| 2018  | Hope (Lyric Video)                     | Columbia Records             | Tenacious D     |
| 2018  | Making Love (Lyric Video)              | Columbia Records             | Tenacious D     |
| 2018  | Take Us Into Space (Lyric Video)       | Columbia Records             | Tenacious D     |
| 2018  | Robot (Lyric Video)                    | Columbia Records             | Tenacious D     |
| 2018  | Colors (Lyric Video)                   | Columbia Records             | Tenacious D     |
| 2020  | Don't Blow It, Kage                    | Third Man Records            | Sammy Black     |
| 2020  | Time Warp                              | Autoeditado                  | Taylor Stephens |
| 2021  | You Never Give Me Your Money / The End | Autoeditado                  | Taylor Stephens |
| 2022  | Tenacious D's The Who Medley           | Autoeditado                  | Liam Lynch      |
| 2023  | Video Games                            | Autoeditado                  | Adam Paloian    |
| 2023  | Wicked Game                            | Autoeditado                  | Taylor Stephens |
| 2024  | ...Baby One More Time                  | --                           | Taylor Stephens |